# Troodontider
Troodontidae ("Sårande tänder"), familj med småvuxna dinosaurier inom underordningen Theropoda. Troodontidae liknade tidiga fåglar i flera avseenden, och de har ibland klassificerats inom klassen fåglar (Aves). Troodontiderna är nära besläktade med Dromaeosauriderna (såsom Velociraptor och Deinonychus), och bildar tillsammans med dessa kladen Deinonychosauria. Fossil efter Troodontider har hittats i Europa, Asien och Nordamerika, och dateras från mellersta/Yngre Jura till Yngre Krita, då alla dinosaurier (med undantag för fåglar, huruvida dessa verkligen är en överlevande grupp dinosaurier) dog ut.

## Om Troodontidae

### Fossil

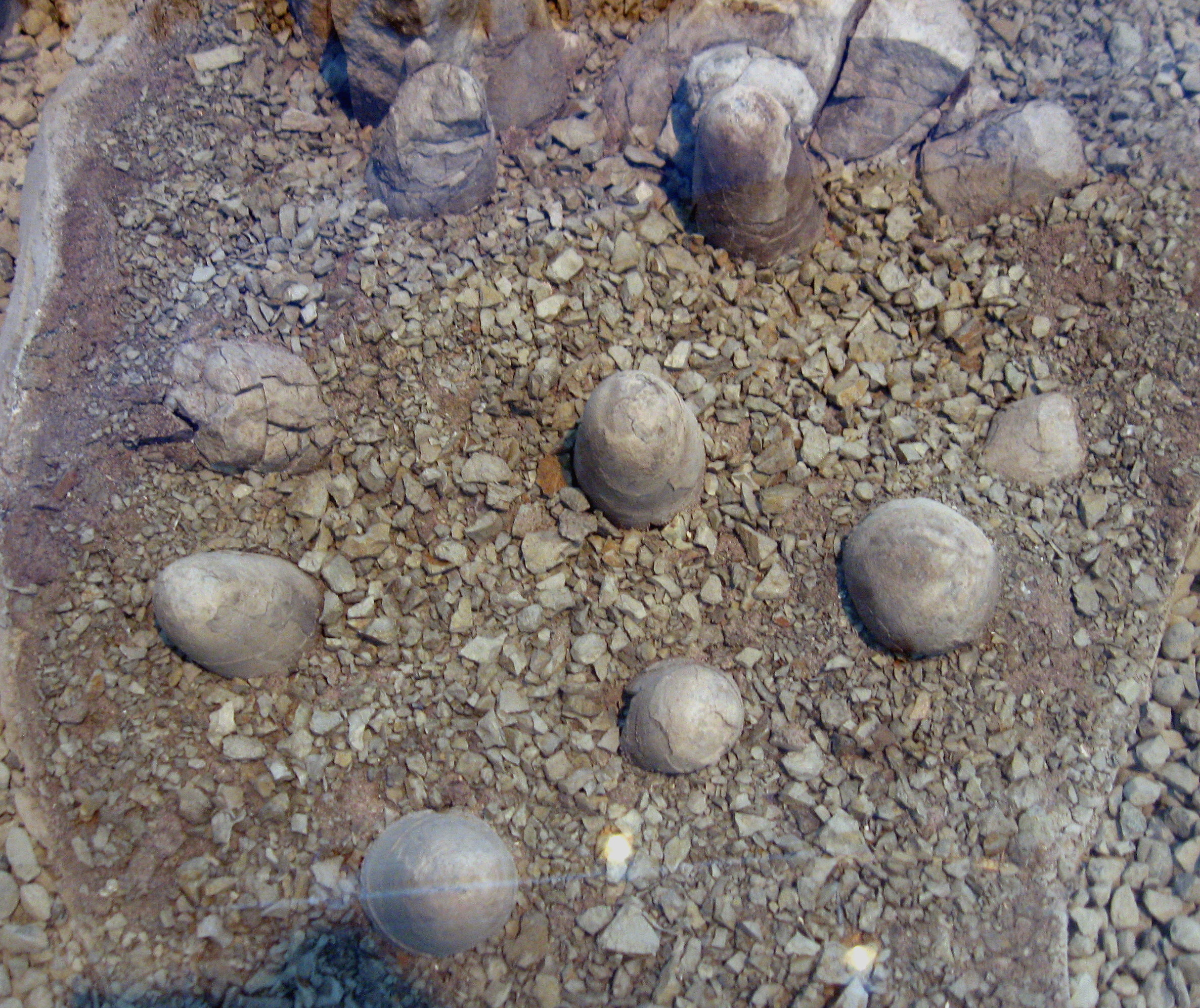
Fossiliserade ägg från Troodon.

Det finns många fossil efter Troodontider från olika delar av världen. Ett antal nära kompletta fossil har återfunnits. Från släktet Troodon finns också rapporter om ett bevarat bo med ägg, med okläckta ungar inuti. Några släkten är också kända från fossil med fjädrar bevarade, Anchiornis och Jinfengopteryx.
2004 beskrevs ett ovanligt fynd efter en Troodontid från Kina, Mei long ("Ljudligt sovande drake"). Djuret har dött i sömnen, och blivit bevarad i detta läge. Den ligger med huvudet placerat mellan vänstra frambenet och kroppen, bakbenen placerade under kroppen, och svansen böjd i vinkel runt kroppen. Man tror att den dog i sömnen av förgiftad luft från ett vulkanutbrott, och sedan begravdes i askan.

### Beskrivning

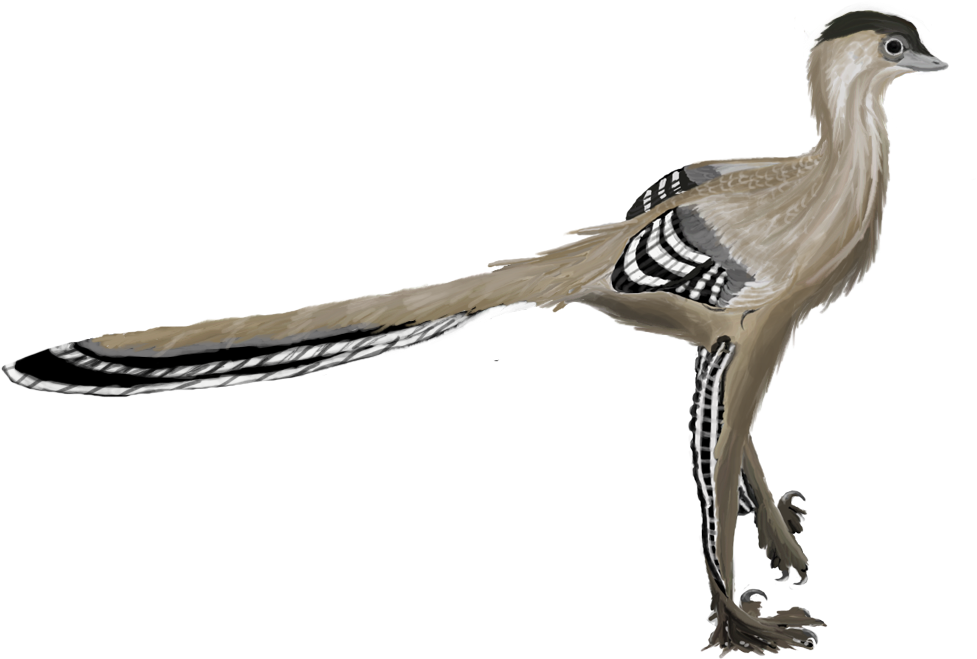
Illustration av Mei long, en Troodontid från Kina.

Troodontiderna var elegant byggda djur, som i likhet med andra theropoder gick uteslutande på bakbenen och balanserade kroppen med den långa svansen. Med sina långa bakben och lätta kroppsbyggnad är det troligt att de var snabba löpare. Liksom sina släktingar i Dromaeosauridae karaktäriseras Troodontiderna av att tå nr II på vardera foten är mycket smidig, och uppvisar en klor som ofta är större, och mer krökt än de andra. Denna klo tros ha kunnat fungera som vapen, eller för att klättra med. Frambenen var kortare än bakbenen, och var utrustade med smidiga händer som bar tre fingrar var, som kanske kunde gripa om saker.

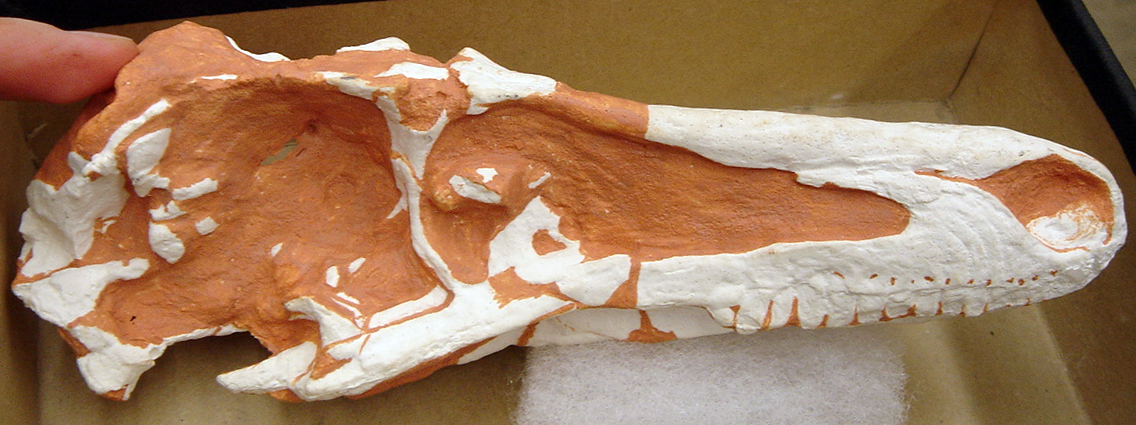
Skalle av Saurornithoides.

Troodontiderna hade ofta avlånga nosar och smala käftar, fyllda med vassa, sågtandade tänder. Luktsinnet var ganska välutvecklat, och öronen var placerade på olika höjd på huvudet, på samma sätt som hos ugglor. Detta tros vara ett bevis för att Troodontiderna även hade ett mycket sofistikerat hörselsinne, och kan ha varit nattaktiva. Balanssinnet var också bra. Ögonen var mycket stora, och på vissa släkten (Troodon) var de riktade framåt, vilket kan ha gett binokulärt seende.
Troodontiderna hade i proportion till kroppen några av de största hjärnorna av alla dinosaurierna. Hjärnans konstruktion liknar den hos basala fåglar som Archaeopteryx,

### Kosthåll
Det har varit delade maningar om vad Troodontiderna åt. Majoriteten av theropoder anses ha levt av kött, men Troodontiderna har föreslagits ha varit både köttätare, allätare eller växtätare. Deras tänder är visserligen sågtandade, men sågtandningen liknar ändock på vissa sätt den hos växtätande kräldjur. Släktet Troodon hade dessutom U-formade käkar, på samma sätt som leguaner (som äter växter). Ett fossil av Troodontiden Jinfengopteryx har fröer bevarade i magen, vilket antyder att den kan ha haft en möjlig kost av växter.
Från en benbädd i Horsehoe Canyon Formation, Alberta, har man hittat stora samlingar av unga Hadrosaurier, tillsammans med en stor andel tänder tillskrivna Troodon. Från detta finns tolkningar att Troodon kan ha levt på de stora växtätarnas ungar.

## Taxonomi
Troodontiderna klassificeras som ödlehöftade dinosaurier inom underordningen theropoda, och kladen coelurosauria. De klassificeras till Maniraptora, den grupp med theropoder som många forskare tror att också fåglar utvecklats från. Troodontiderna tros vara närmast släkt med Dromaeosaurider (Velociraptor, Deinonychus och Bambiraptor m.fl), och dessa sorteras tillsammans in i kladen Deinonychosauria.

### Släktskap tillfåglar

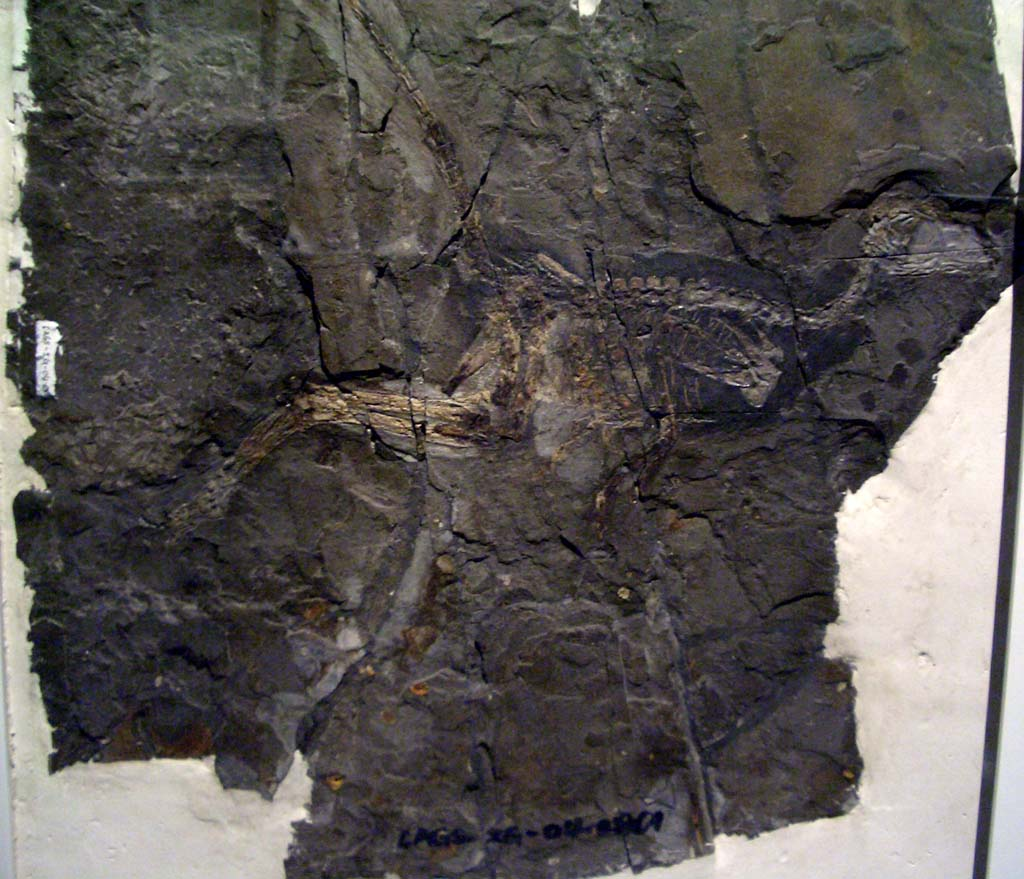
Fossil av Jinfengopteryx, med bevarade fjädrar.

Troodontierna betraktas av majoriteten med forskare vara närbesläktade med fåglar. Faktum är, att man till en början ansåg att ett släkte, Jinfengopteryx, var en medlem av den basala fågelfamiljen Archaeopterygidae (You, Liu et.al, 2005). Majoriteten med forskare idag betraktar fåglarna som en överlevande gren av dinosaurier, och att dessa har ett nära gemensamt förflutet med Troodontiderna. Minoriteten med forskare som ifrågasätter att fåglar är dinosaurier har istället en hypotes om att fåglar har ursprung ur en annan grupp med Archosaurier, och att alla maniraptorer, inklusive Troodonterna, är en del av taxonen fåglar (Martin, 2004).

### Släkten
- Anchiornis
- Archaeornithoides?
- Bagaraatan?
- Borogovia
- Bradycneme?
- Byronosaurus
- Euronychodon
- Jinfengopteryx
- Koparion?
- Mei
- Ornithodesmus?
- Saurornithoides
- Sinornithoides
- Sinovenator
- Sinusosaurus
- Tochisaurus?
- Troodon (även kallad Polyodontosaurus, Stenonychosaurus och Pectinodon )
- Urbacodon?